# Liborio Bernal
Liborio Bernal (Buenos Aires, 23 de julio de 1838 - Remedios de Escalada, 2 de febrero de 1901) fue un militar argentino que participó en las guerras civiles de su país, en la Guerra del Paraguay y en la Conquista del Desierto. Fue interventor nacional en la provincia de Santa Fe y gobernador del Territorio Nacional de Río Negro.

## Biografía
Se enroló en el ejército porteño en 1861 y participó en la batalla de Pavón. Tomó parte de las campañas sobre San Luis y La Rioja contra el Chacho Peñaloza, combatiendo en más de diez combates.
Participó en la Guerra del Paraguay, combatiendo en las batallas de Yatay, Estero Bellaco y Tuyutí; fue herido en esta última batalla, por lo que recién volvió al frente en la batalla de Lomas Valentinas, con el grado de teniente coronel.
En 1870 combatió contra las fuerzas del último caudillo federal, el entrerriano Ricardo López Jordán, destacándose en la batalla de Sauce, a órdenes del general Emilio Conesa.
En 1871 pasó al servicio de fronteras contra los indígenas de la región pempeana, y fue comandante del fuerte General Lavalle. En 1874 fue comandante de Carmen de Patagones, un cargo muy importante que ocupó por el resto de esa década. Renovó los tratados con el cacique general Reuque Curá, hermano de Calfucurá y jefe de la mitad norte de la actual provincia del Neuquén.
En 1879 participó en la Conquista del Desierto organizada por Julio Argentino Roca, destacándose en el aprovisionamiento de las divisiones y en una avanzada hasta Choele Choel.
En 1880 participó en la represión de la revolución porteña de Carlos Tejedor, participando en las batallas de Puente Alsina y de los Corrales. Ganó el grado de coronel por méritos de guerra. Durante años prestó servicios en la zona de los ríos Negro y Limay. En 1881 participó en la campaña del coronel Conrado Villegas al sur de la cuenca del río Negro como comandante de la tercera brigada.
En 1890 participó en la represión de la Revolución del Parque y fue ascendido a general.
En 1893 fue nombrado comandante en Rosario y Santa Fe, donde había estallado la segunda revolución radical. Aplastó a los revolucionarios y conservó el control militar, pero dejó el mando político en dos interventores sucesivos, que no respondieron adecuadamente a las órdenes del presidente Carlos Pellegrini. Éste nombró interventor de la provincia de Santa Fe a Bernal, que llamó a elecciones y dejó el gobierno en manos oficialistas.
En 1894 fue nombrado gobernador del Territorio Nacional de Río Negro. Tuvo una destacada actuación en la organización de áreas de riego en el Alto Valle del río Negro, fue uno de los fundadores de San Carlos de Bariloche. Fue señalado por el genocidio de las comunidades indígenas y la apropiación de grandes extensiones de territorio que se encontraban en poder de pueblos originarios entre ellos los mapuches ranquel y tehuelche.
Más tarde presidió el consejo de guerra ordinario del Ejército. Fue padre de la futura esposa del presidente Agustín Pedro Justo.
Falleció en su casa de Remedios de Escalada, provincia de Buenos Aires, en febrero de 1901.